# Spettroscopia di assorbimento
Le spettroscopie di assorbimento sono un insieme di tecniche spettroscopiche. 
Questo tipo di tecniche si basano sull'assorbimento di radiazione elettromagnetica a diverse lunghezze d'onda dei materiali producendo uno spettro espresso solitamente in numeri d'onda e assorbanza o trasmittanza.
Tra le tecniche ad assorbimento si trova la spettroscopia di assorbimento atomico.